# Герб Гайворонського району
Герб Га́йворонського райо́ну — один з офіційних символів однойменного району Кіровоградської області.

## Опис
Геральдичний щит має форму прямокутника з півколом в основі. 
|  | У зеленому щиті — Золоте сузір'я Оріона (українська назва — сузір'я Золотого Плуга). Щит облямований вінком з дубового листя та колосся пшениці, оповитим лазуровою стрічкою, у клейноді — хліб на вишитому українському рушнику. Девіз — золоті слова «Хліб, пісня, воля» на лазуровій стрічці. |

## Сузір'я Оріона
За давніми легендами побугський край здавна заселяли скіфи-орачі, які з давніх часів були хліборобами. На Різдво — одне з основних християнських свят — сузір'я Оріона приймає майже поземну поставу над обрієм, створюючи ілюзію, що Золотий Плуг падає на землю, як подарунок богів людям. Отже сузір'я Оріона є символом землеробства, яке завжди було основою діяльності мешканців території району.